# 宮野省三

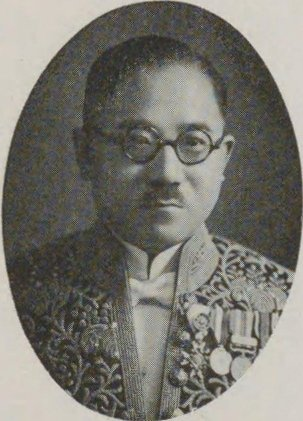
宮野省三

宮野 省三（みやの しょうぞう、1896年（明治29年）9月28日 - 1972年（昭和47年）12月6日）は、日本の内務・警察官僚。官選県知事、陸軍司政長官。旧姓・須知。

## 経歴
三重県出身。須知左馬太郎の三男として生まれ、宮野富次郎の養子となる。第三高等学校を卒業。1920年、東京帝国大学法学部法律学科（独法）を卒業。同年10月、高等試験行政科試験に合格。内務省に入省し警保局属となる。
以後、富山県警視、同警察部警務課長、大分県理事官、地方事務官・長崎県勤務、内務事務官、同省警保局警務課長、東京府書記官・総務部長、内務書記官・警保局保安課長などを歴任。
1937年2月、岐阜県知事に就任。河川改修、用水改良事業、林道開設、戦時体制の整備などに尽力。1941年1月、埼玉県知事に転任。戦時下の対応に尽力。1942年1月9日、知事を依願免本官となり退官した。1942年7月7日、陸軍司政長官に発令され、同年8月15日、第16軍軍政監部・スラカルタ侯地事務局長官に就任。1943年3月11日、スマラン州長官へ転任。1944年12月、第16軍軍政監部治安部長に転任し終戦を迎えた。戦後に公職追放となった。
1972年12月6日、急性肺炎により東京都世田谷区の自宅にて死去。

## 栄典
勲章
- 1940年（昭和15年）8月15日 - 紀元二千六百年祝典記念章[12]
- 1944年（昭和19年）8月15日  - 勲一等瑞宝章[13]

## 著作
- 『警察行政・衛生行政』〈自治行政叢書;第8巻〉常磐書房、1935年。※「衛生行政」は白松篤樹が担当。